# Caledoniscincus auratus
Caledoniscincus auratus е вид влечуго от семейство Сцинкови (Scincidae). Видът е застрашен от изчезване.

## Разпространение
Разпространен е в Нова Каледония.